# Fate of Nations
A Fate of Nations Robert Plant, a Led Zeppelin legendás énekesének szólóalbuma, amely 1993. május 25-én jelent meg Plant saját kiadója az Es Paranza gondozásában.
A Rhino Entertainment jelentette meg az újrakevert és öt bónusz számmal bővített kiadását 2007. április 3-án. Az album szerepel a Nine Lives díszdobozos kiadáson is.
A Dreamland 2002-es megjelenéséig ez volt az utolsó szólóalbuma. A két album között a Led Zeppelin gitárosa Jimmy Page és Plant közös albumokat adtak ki.

## Számok listája
1. Calling to You (Chris Blackwell, Robert Plant) – 5:48
2. Down to the Sea (Charlie Jones, Plant) – 4:00
3. Come into My Life (Blackwell, Doug Boyle, Kevin MacMichael, Plant) – 6:32
4. I Believe (Phil Johnstone, Plant) – 4:32
5. 29 Palms (Blackwell, Boyle, Johnstone, Jones, Plant) – 4:51
6. Memory Song (Hello Hello) (Boyle, Jonstone, Jones, Plant) – 5:22
7. If I Were a Carpenter (Tim Hardin) – 3:45
8. Promised Land (Johnstone, Plant) – 4:59
9. The Greatest Gift (Blackwell, Jonstone, Jones, MacMichael, Plant) – 6:51
10. Great Spirit (Johnstone, MacMichael, Plant) – 5:27
11. Network News (Blackwell, Plant) – 6:40

2007-ben újrakevert kiadás
1. Colour of a Shade
2. Great Spirit (Acoustic Mix)
3. Rollercoaster (Demo)
4. 8:05
5. Dark Moon (Acoustic)

## Közreműködők
- Robert Plant – ének, producer
- Julian Taylor – ének
- Steve French – ének
- Kevin Scott MacMichael – gitár, ének
- Charlie Jones – basszusgitár
- Pete Thompson – dob
- Michael Lee – dob (a 6. számban)
- Nigel Kennedy – hegedű
- Phil Johnstone – harmonium, billentyűs hangszerek, háttérvokál
- Philip Andrews – billentyűsök (a 6. számban)
- Madrtin Allcock – mandolin
- Navarish Ali Wnan – hegedű (a 11. számban)
- Gurbev Singh – dilruba és sarod
- Sursie Singh – sarangi

További közreműködők
- Chris Hughes – producer
- Michael Gregovich – hangmérnök, keverés
- Tim Palmer – keverés

## Külső hivatkozások
- Robert Plant hivatalos honlapja